# Style mauresque
Pour les articles homonymes, voir Mauresque.

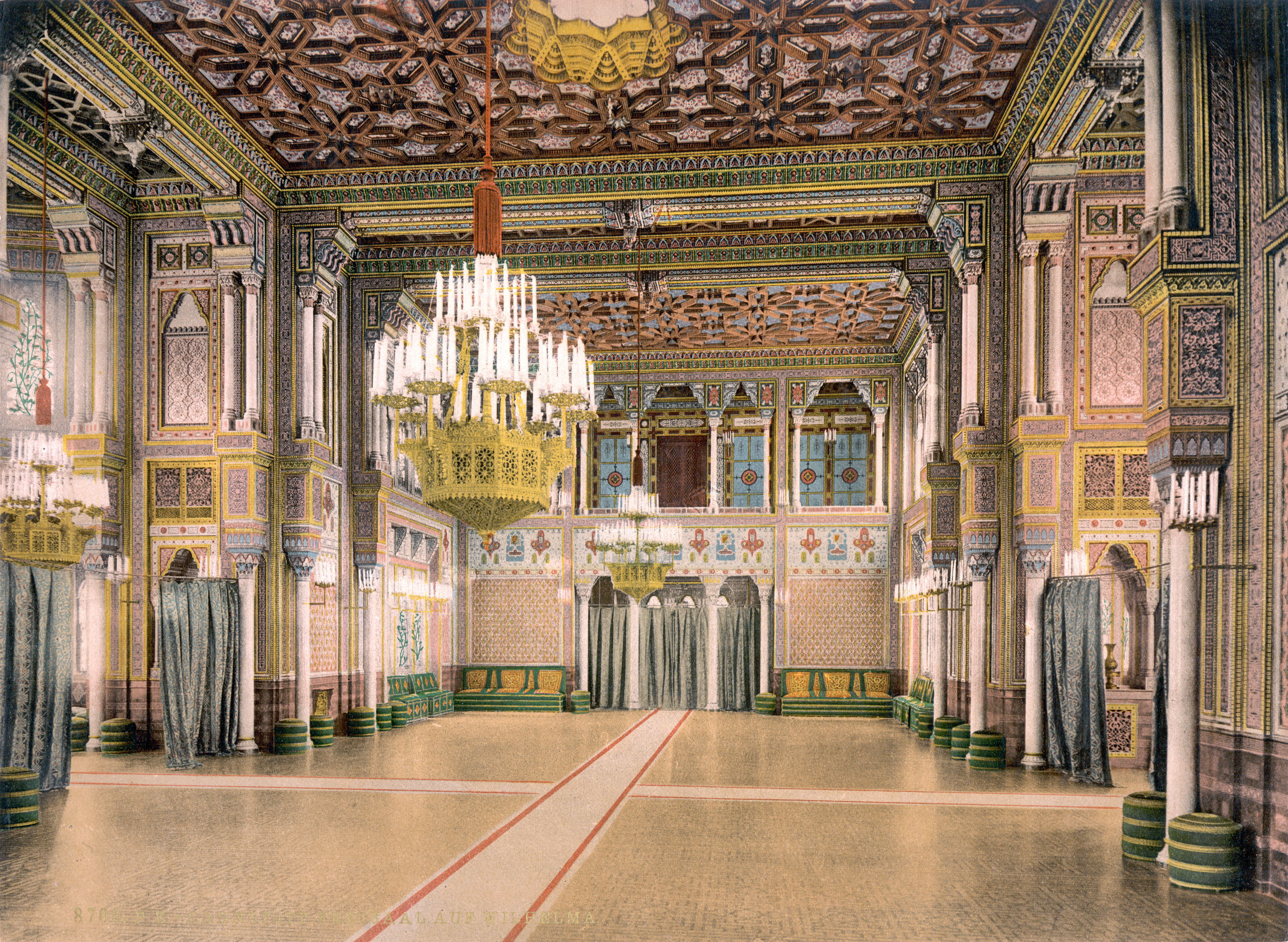
Salle des banquets au Wilhelma de Stuttgart (Allemagne) en 1900.

Le « style mauresque » est un style architectural et ornemental élaboré en Europe, à partir du XVIIIe , mais surtout au XIXe siècle, par imitation de celui des anciens Maures d'Espagne, créateurs de l'art hispano-mauresque, ou à partir de connaissances éparses des différentes architectures islamiques et des arts de l'Islam. Il s'est développé principalement dans l'architecture, en continuité de l'architecture mauresque, mais aussi en peinture ou en sculpture.
Au tournant du XIXe siècle et du XXe siècle, ce style d'imitation est l'objet d'interprétations plus libres, mêlées d'éléments stylistiques européens, et s'inscrivant dans la lignée du « style néo-mauresque », aux tournures arabisantes, développé à partir de techniques plus modernes, notamment au Maghreb, durant la période coloniale.

## Origine et évolution

### Découverte d'un répertoire stylistique

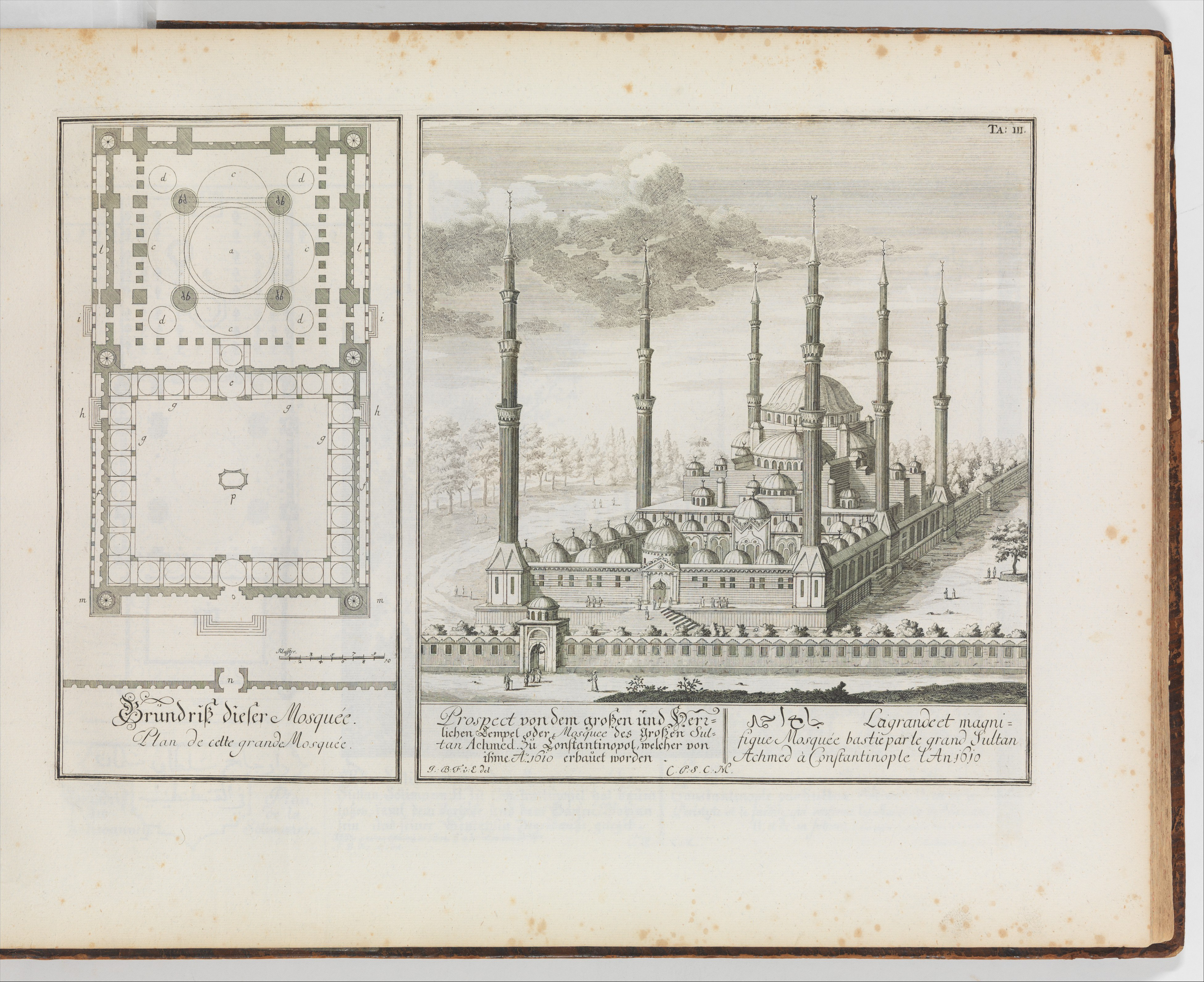
Grande mosquée bâtie vers 1610 par le Sultan Achmed à Constantinople. Gravure illustrant L'Histoire de l'architecture de Johann Bernhard Fischer von Erlach, 1725.

Le style mauresque émerge en Angleterre dès 1750, quand le prince de Galles commande à Johann Mütz un édifice dans « le vieux goût mauresque » pour les jardins botaniques de Kew, cet édifié huit ans plus tard par l'architecte sir William Chambers. En plus de cet « Alhambra », ce dernier dessine une mosquée à la mode turque pour accompagner une pagode, probablement influencé par les édifices arabes, turcs, persans, siamois, chinois et japonais figurant sur les gravures tirées de L'Histoire de l'architecture de Johann Bernhard Fischer von Erlach.  

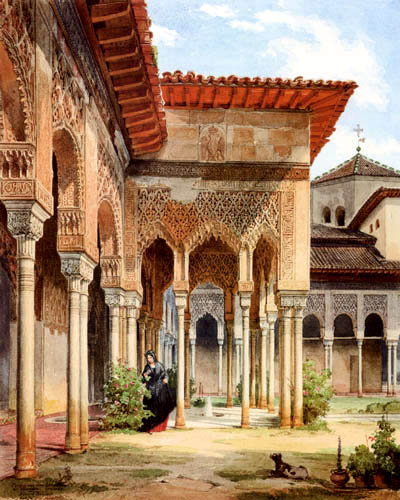
La cour des Lions de l'Alhambra de Grenade, aquarelle du XIXe siècle par Eduard Gerhardt

En France, cette forme d'orientalisme s'inspire essentiellement des récits et croquis rapportés par les voyageurs d'Égypte, des pays du Maghreb ou encore de l'Andalousie, plus proche. Ce style se construit à partir d'un nouveau répertoire de formes et de motifs découverts notamment avec l'art hispano-mauresque de l'Alhambra de Grenade, plus ou moins librement interprétés avec une sensibilité romantique. En Allemagne, des architectes comme Ludwig von Zanth (1796-1867) et Carl von Diebitsch (de) (1819-1869) rapportent des croquis personnels de leurs voyages et construisent des reconstitutions plus fidèles aux modèles originaux, dont certains pavillons du Wilhelma offrent encore un témoignage de cette architecture mauresque. Progressivement, vers la fin du siècle, plus de rigueur historique sera possible dans les deux pays grâce à l'accumulation de témoignages, de peintures orientalistes et surtout à la multiplication de la documentation photographique.

### Néo-mauresque
Né à la fin de XIXe siècle - début XXe siècle, le « style néo-mauresque » est fait d'un mélange du style mauresque avec des éléments d'architecture européenne.
Ce style néo-mauresque, ou arabisance, a été développé notamment au Maroc, en Algérie et en Tunisie, pendant la colonisation française, avec des architectes comme Auguste Cadet et Raphaël Guy.
Les édifices néo-mauresques sont relativement peu présents en Occident, bien que la période dite orientaliste ait fait apparaître quelques bâtiments de ce type en Europe, particulièrement durant la vague moderne au cours du XXe siècle.

Quelques édifices néo-mauresques
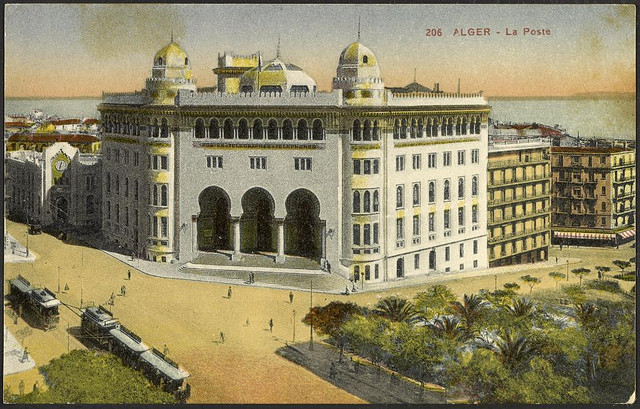
La grande poste d'Alger, édifiée en 1910
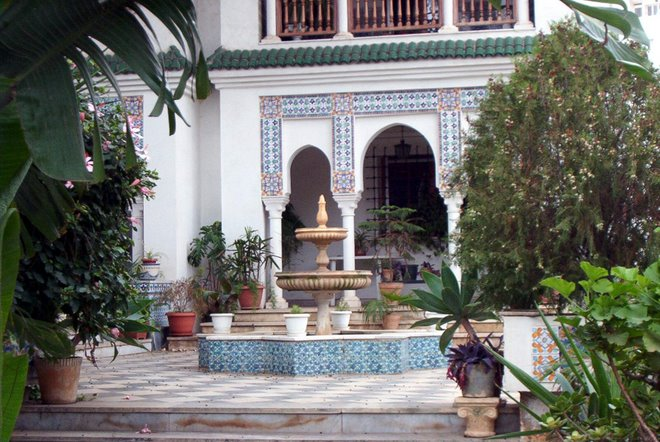
Maison mauresque à Alger
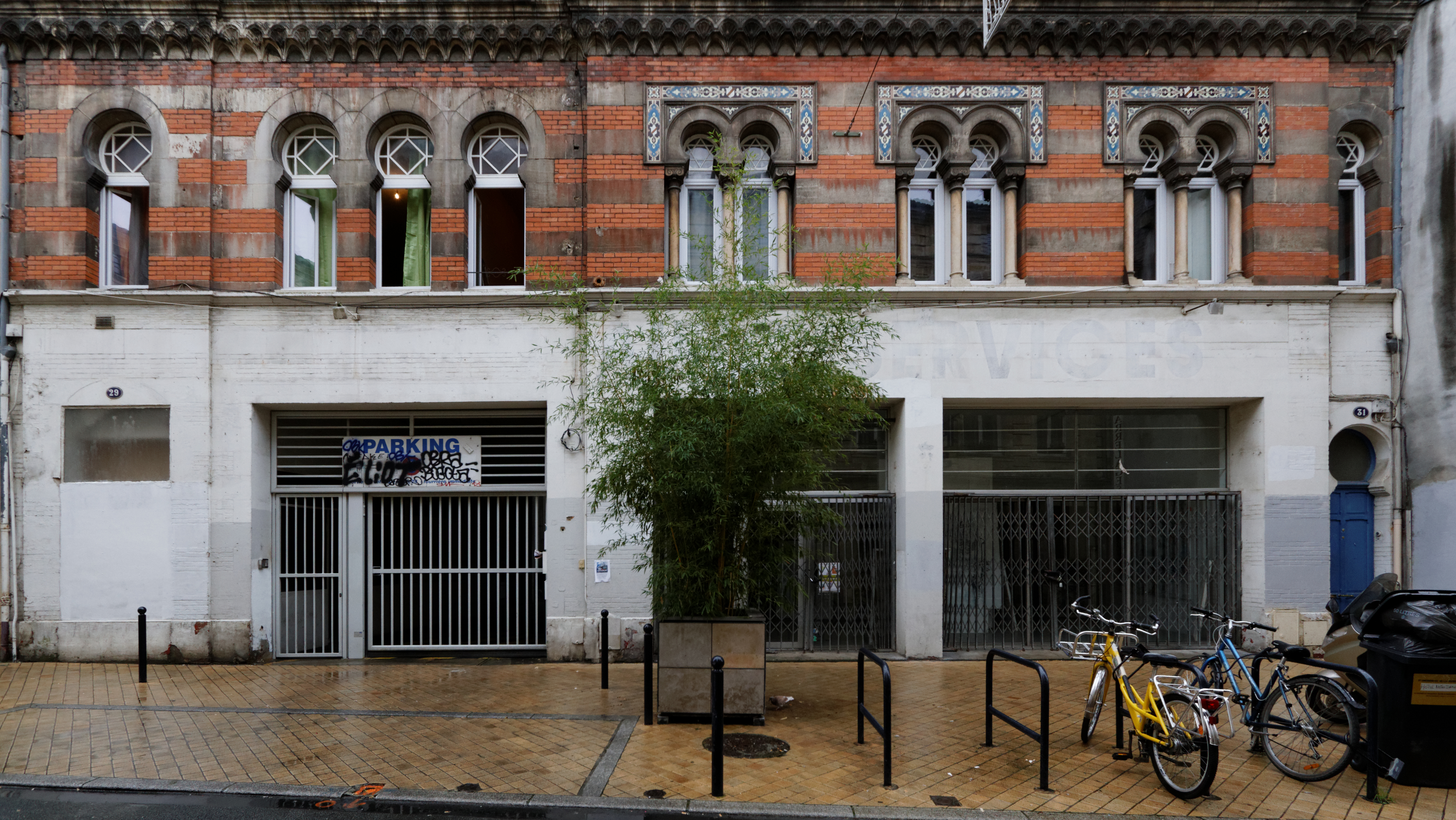
Anciens bains turcs à Bordeaux, fin XIXe, dont les mosaïques sont en Faïence de Choisy-le-Roi.

## Arts décoratifs et jardins

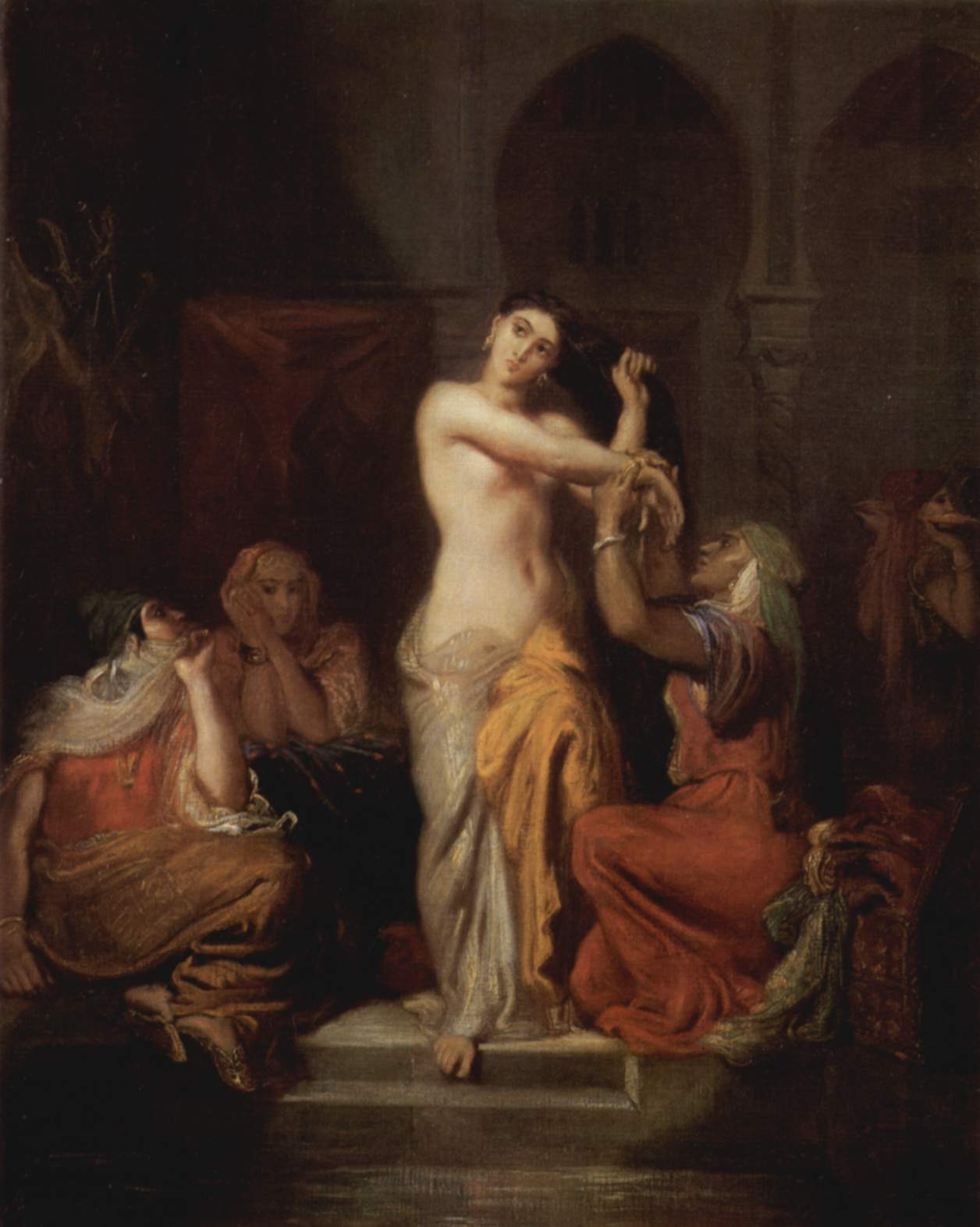
Intérieur de harem. Femme de Constantine sortant du bain. Peinture de Théodore Chassériau, 1854

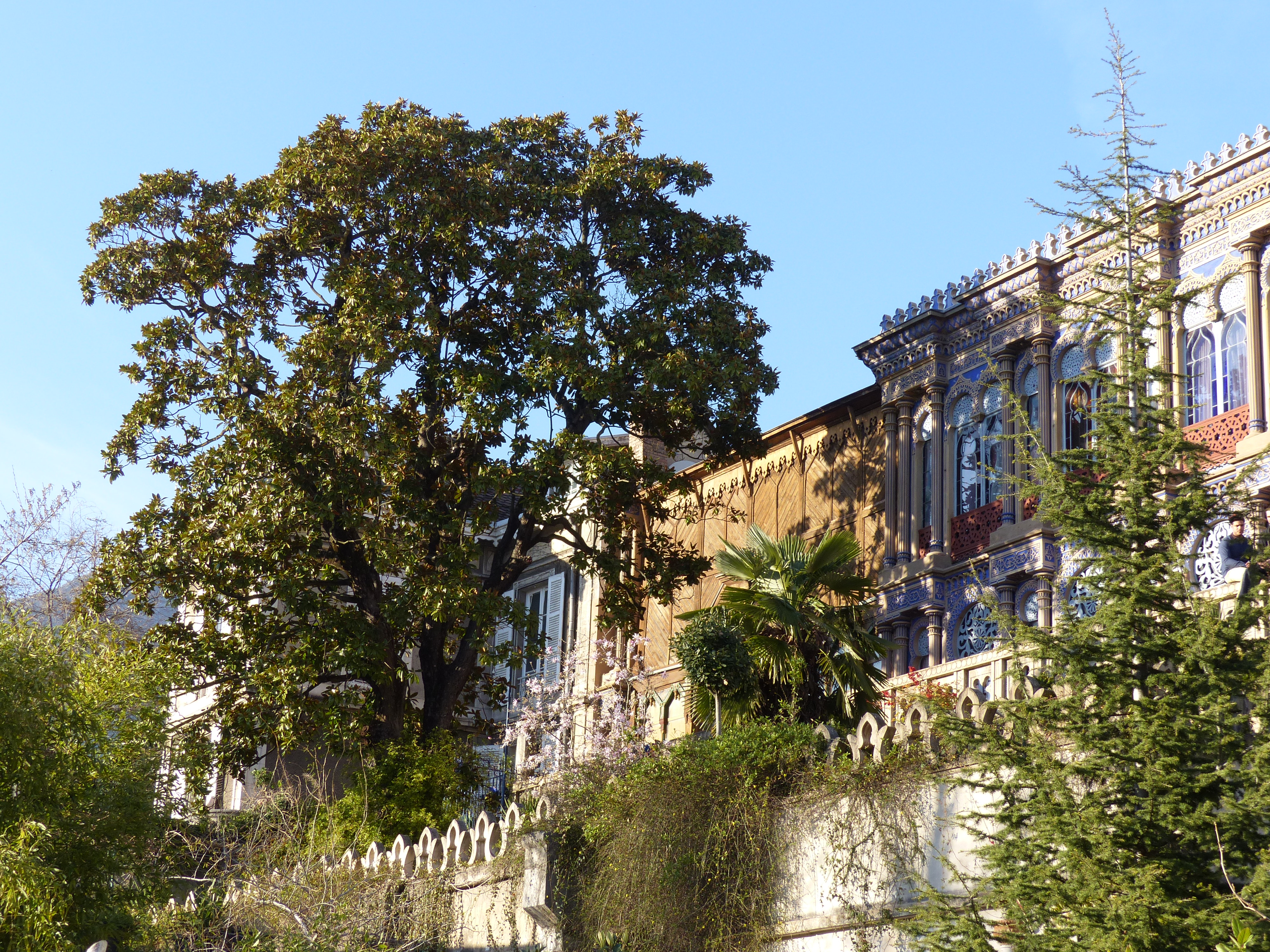
La Casamaures à Saint-Martin-le-Vinoux, villa néo-mauresque entourée d'un jardin.

En Occident, ce style est adopté aussi bien dans les habitations privées et les jardins qui les entourent que dans les synagogues.
Il connait un succès tout particulier dans le décor des salles de cinémas, souvent baptisées "l'Alhambra" comme l'Alhambra Theatre de Sacrameto ou encore celui de Londres, aujourd'hui disparu.